# 一經廬琴學
《一经庐琴学》古琴谱，清道光二十五年，姚配中撰。

## 琴谱介绍
姚配中在清道光间以治《周易》著名，《一经庐》是他著作的总名。他强调自己对于古琴是无师之学，后来与友人共同研究，他不但于乾隆癸巳在海陵著了这一部琴谱，而且又一些创作。他的琴友扬州梅蕴生，是当时广陵派杰出的琴家。
从此书的琴论和音调体系看，姚氏是以《自远堂琴谱》为中心的，所作《东皋舒啸》等九曲均自有解题，但无突出优点。
原谱为情道光二十五年刻本，现藏中国艺术研究院图书馆。

## 琴谱链接
- （中文）“一经庐琴学电子版[永久]”